# Proces stacjonarny

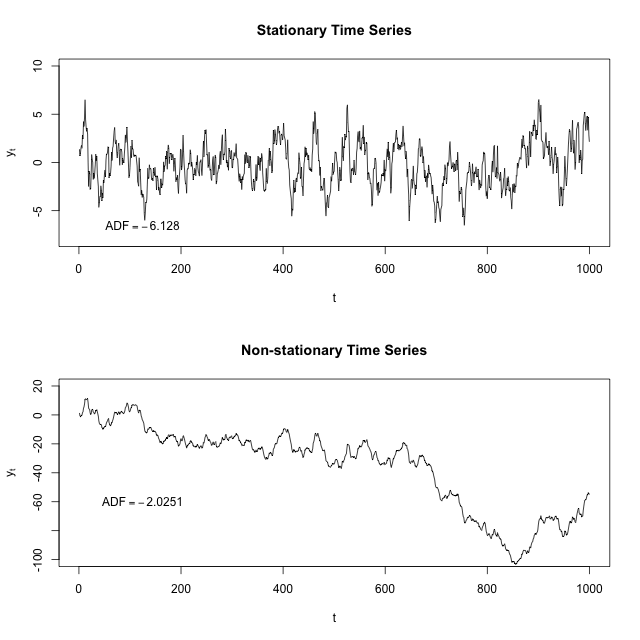
Dwie symulacje procesów, jeden (górny) stacjonarny, drugi niestacjonarny.

Proces stacjonarny – proces stochastyczny, w którym wszystkie momenty oraz momenty łączne są stałe.
Gdy wartość średnia, wariancja oraz funkcja autokorelacji zmieniają się wraz ze zmianą czasu, proces losowy {\displaystyle x(t)} nazywa się niestacjonarnym. W szczególnym przypadku, gdy wartość średnia oraz funkcja autokorelacji nie zależą od czasu {\displaystyle t_{1},} proces losowy {\displaystyle x(t)} nazywa się słabo stacjonarnym, kowariancyjnie stacjonarnym lub stacjonarnym w szerszym zakresie. Średnia wartość słabo stacjonarnych procesów jest stała, a funkcja autokorelacji zależy tylko od przesunięcia {\displaystyle \tau .}
W matematyce proces stacjonarny (lub proces ściśle stacjonarny) – proces stochastyczny, dla którego rozkłady gęstości prawdopodobieństwa zmiennej losowej {\displaystyle X} nie zmieniają się wraz z przesunięciem w czasie lub przestrzeni. W efekcie, parametry takie jak średnia i wariancja także nie ulegają zmianie wraz z przesunięciem w czasie lub przestrzeni.
Przykładem procesu stacjonarnego jest proces szumu białego. Procesem niestacjonarnym jest zaś proces jednokrotnego uderzenia w talerze perkusyjne, gdzie moc akustyczną kolizji zmniejsza się wraz z upływem czasu.
Dyskretny w czasie proces stacjonarny, gdzie przestrzeń zdarzeń jest także dyskretna (zmienna losowa może przyjmować jedną z {\displaystyle N} możliwych wartości) jest znany jako schemat Bernoulliego. Jeśli {\displaystyle N=2,} proces jest nazywany procesem Bernoulliego.

## Słaba stacjonarność (stacjonarność w szerszym sensie)
O słabszej formie stacjonarności często mówi się w przypadku problemów związanych z przetwarzaniem sygnałów. Słaba stacjonarność jest także znana jako stacjonarność kowariancyjna, stacjonarność w szerszym sensie lub stacjonarność rzędu dwa. Warunkiem stacjonarności w szerszym sensie procesu losowego jest tylko to, aby pierwszy i drugi moment nie zmieniał się w czasie.
Ciągły w czasie proces losowy {\displaystyle x(t),} który jest stacjonarny w szerszym sensie ma nałożone następujące ograniczenia na jego wartość średnią:
1. {\displaystyle \mathbb {E} \{x(t)\}=m_{x}(t)=m_{x}(t+\tau )\,\,\forall \,\tau \in \mathbb {R} }
i funkcję korelacji:
2. {\displaystyle \mathbb {E} \{x(t_{1})x(t_{2})\}=R_{x}(t_{1},t_{2})=R_{x}(t_{1}+\tau ,t_{2}+\tau )=R_{x}(t_{1}-t_{2},0)\,\,\forall \,\tau \in \mathbb {R} }
Pierwsza własność implikuje stałość wartości średniej {\displaystyle m_{x}(t).} Druga własność implikuje zależność wartości funkcji korelacji wyłącznie od różnicy pomiędzy {\displaystyle t_{1}} i {\displaystyle t_{2}} i jest funkcją tylko jednej zmiennej (przesunięcia). Czasami zamiast zapisu:
{\displaystyle R_{x}(t_{1}-t_{2},0)}
upraszcza się notację i zapisuje następująco:
{\displaystyle R_{x}(\tau ),} gdzie {\displaystyle \tau =t_{1}-t_{2}.}